# Sandhults landskommun
Sandhults landskommun var en tidigare kommun i dåvarande Älvsborgs län.

## Administrativ historik
I samband med att 1862 års kommunalförordningar trädde i kraft inrättades denna landskommun i Sandhults socken i Vedens härad i Västergötland.
När 1952 års kommunreform genomfördes bildades den storkommun genom sammanläggning med den tidigare kommunen Bredareds landskommun.
1974 uppgick kommunen i Borås kommun.
Kommunkoden 1952-1973 var 1534.

### Kyrklig tillhörighet
I kyrkligt hänseende tillhörde kommunen Sandhults församling. Den 1 januari 1952 tillkom Bredareds församling. Dessa gick ihop 2018 att bilda Sandhult-Bredareds församling.

## Geografi
Sandhults landskommun omfattade den 1 januari 1952 en areal av 191,92 km², varav 182,50 km² land.

### Tätorter i kommunen 1960
| Tätort             | Folkmängd |
| ------------------ | --------- |
| Sandared           | 1 899     |
| Sjömarken, del ava | 1 144     |
| Ekås               | 306       |
| Hedared            | 283       |

Tätortsgraden i kommunen var den 1 november 1960 61,5 procent.

## Politik

### Mandatfördelning i valen 1938-1970
| 13 | 12 |

| 22 |

| 13 |  | 5 | 6 |

| 22 |

|  | 11 | 3 | 2 | 8 |

| 23 |

|  | 15 | 7 | 6 | 11 |

| 36 |

|  | 15 | 6 | 6 | 12 |

| 36 |

|  | 15 | 7 | 4 | 13 |

| 34 | 6 |

|  | 16 | 8 | 5 | 10 |

| 36 |

|  | 13 | 9 | 6 | 11 |

| 34 | 6 |

|  | 14 | 11 | 6 | 8 |

| 32 | 8 |